# Lhok Krek
Lhok Krek is een bestuurslaag in het regentschap Aceh Utara van de provincie Atjeh, Indonesië. Lhok Krek telt 346 inwoners (volkstelling 2010).